# Scolembia celata
Scolembia celata is een insectensoort uit de familie Anisembiidae, die tot de orde webspinners (Embioptera) behoort. De soort komt voor in Bolivia.
Scolembia celata is voor het eerst wetenschappelijk beschreven door Ross in 2003.